# Masaaki Sawanobori
Masaaki Sawanobori (澤登 正朗?, Sawanobori Masaaki; Fujinomiya, 12 gennaio 1970) è un ex calciatore giapponese, di ruolo centrocampista.

## Carriera

### Club
Ha giocato tutta la sua carriera professionistica solo con lo Shimizu S-Pulse, dal 1993 al 2005.

### Nazionale
Ha rappresentato anche la nazionale giapponese.

## Palmarès

### Club

#### Competizioni nazionali
- Coppa Yamazaki Nabisco:1

Shimizu S-Pulse: 1996
- Coppa dell'Imperatore: 1

Simizu S-Pulse: 2001
- Supercoppa del Giappone: 2

Shimizu S-Pulse: 2001, 2002

#### Competizioni internazionali
- Coppa delle Coppe dell'AFC: 1

Shimizu S-Pulse: 1999-2000

### Individuale
- Miglior giovane della J.League: 1

1993
- Calciatore giapponese dell'anno: 1

1999
- Migliori undici della J. League: 1

1999